# WH 그룹

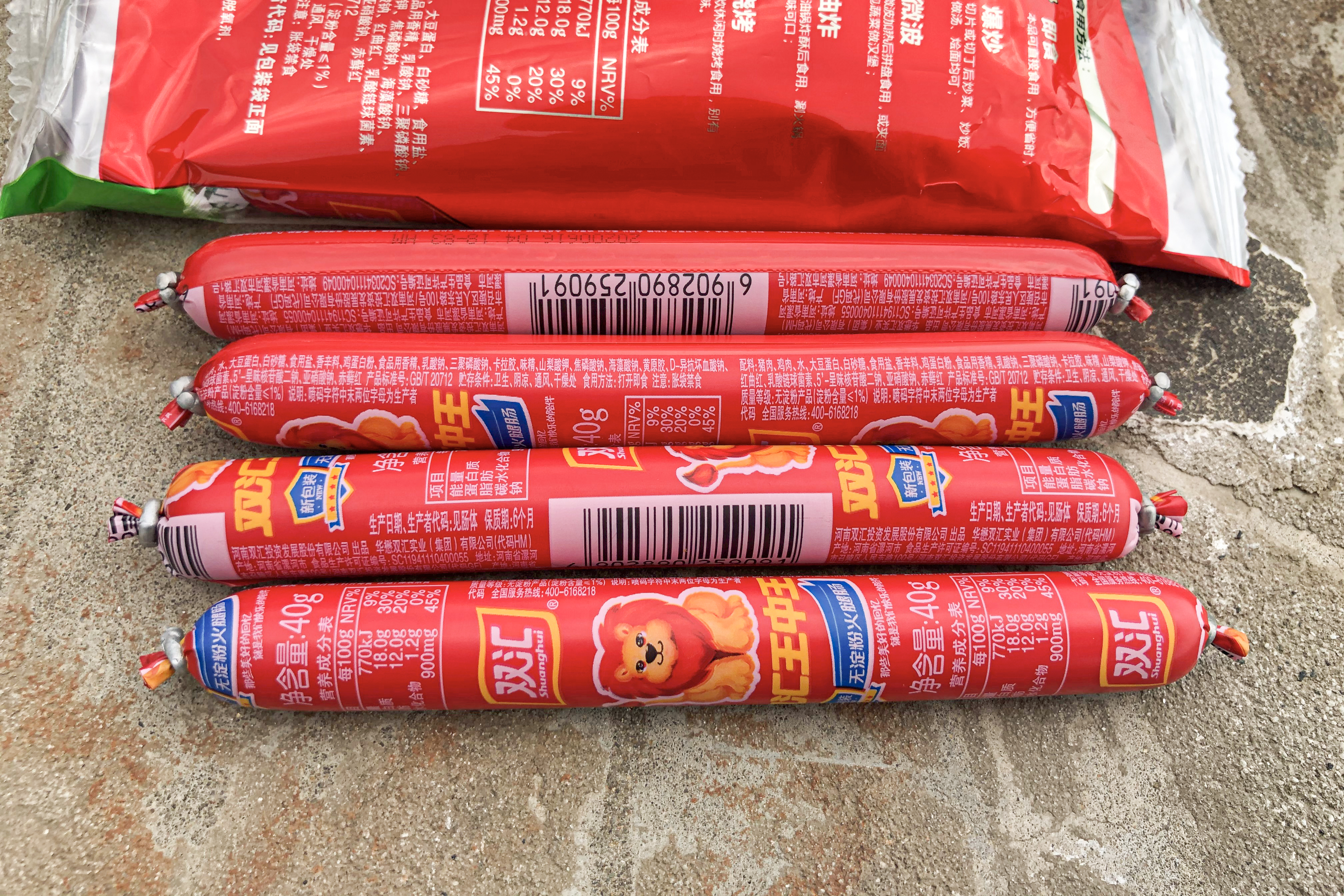
허난 솽후이 투자개발이 제조한 솽후이 햄 소시지

WH 그룹(중국어: 万洲国际, 병음: Wànzhōu Guójì, 이전 명칭 솽후이 그룹(중국어: 双汇集团, 병음: Shuānghuì Jítuán))은 홍콩에 본사를 둔 상장된 중국의 다국적 육류 및 식품 가공 회사이다. 영어권 국가에서는 신웨이 그룹으로도 알려져 있으며, 이 회사의 사업은 돼지 사육, 소비자 육류 제품, 조미료 제품 및 물류를 포함한다. 이 회사는 중국에서 가장 큰 육류 생산 기업이다.
2021년, WH 그룹은 FBIF의 중국 100대 식품 및 음료 회사 목록에서 3위를 차지했다.
완 룽은 WH 그룹의 회장 겸 최고경영자이다. 스미스필드 푸즈의 사장 겸 최고경영자인 케네스 M. 설리번은 2016년 1월 WH 그룹의 상무이사가 되었다.

## 운영
솽후이는 연간 270만 톤 이상의 육류를 생산하는 13개 시설을 보유하고 있다. 이 회사는 연간 1500만 마리 이상의 돼지를 도축하지만, 약 40만 마리만 사육하며 나머지는 공급업체로부터 구매한다. 이 회사는 500개 이상의 특허를 보유하고 있으며 1,000개의 제품을 생산한다. 2013년 5월 현재 양 즈쥔이 상무이사이다. 이 회사는 2019년 현재 약 101,000명의 직원을 고용하고 있으며, 30%가 직원 소유이다.

## 역사
솽후이는 1958년에 뤄허시 시 정부가 단일 가공 공장으로 설립했다. 완 룽은 1968년 공장에 합류했으며 1984년까지 공장 총지배인이 되었다. 완 룽의 지휘 아래 회사는 공격적으로 확장했다. 첫해에 그는 어려움을 겪던 회사를 순손실에서 순이익 5백만 위안(170만 달러)으로 전환시켰다.
1992년, 소시지 판매는 회사의 확장을 이끌었으며, 이는 6개국 투자자들이 솽후이 인터내셔널을 설립하는 결과로 이어졌다.
이 회사는 1992년 2월에 첫 번째 브랜드 육류 제품을 시장에 출시했다. 같은 해 말, 솽후이는 6개국 16개 기관 투자자와 합작 투자 회사를 설립했다. 1994년, 이 합작 회사는 솽후이 그룹으로 통합되었다. 솽후이의 자회사인 허난 솽후이 투자개발 유한공사(선전: 000895)는 1998년에 설립되어 선전 증권거래소에 상장되었다. 2000년, 솽후이는 고등 교육 및 연구 부서를 설립했다.
2006년까지 솽후이는 기업 가치 기준으로 중국 최대 식품 가공 회사였으며, 전체 회사 중 131번째로 큰 회사였다. 당시 이 회사의 가치는 13억 달러였으며, 중국 고온 가공 육류 시장의 50% 이상을 점유하고 있었다. 같은 해, 뤄허시 정부는 솽후이의 지분을 골드만삭스와 사모펀드 회사 CDH 투자의 합작 회사에 매각했다. 골드만삭스는 나중에 대부분의 지분을 상당한 이익을 보고 매각했다고 알려졌지만, 2013년 5월 현재 회사의 5.2%를 소유하고 있었다. 완 룽은 2007년 10월 16일에 회사의 회장으로 임명되었다.
2011년, 이 회사는 일본에서 영업을 시작했다.

### 스미스필드 푸즈 인수
2013년 5월, 솽후이는 주당 34달러, 총 약 47억 2천만 달러에 스미스필드 푸즈를 인수할 의사를 밝혔다. 인수된 부채를 포함한 총 거래 가치는 약 71억 달러였다. 합의된 인수 가격은 거래 발표 당시 스미스필드의 시장 가격보다 31%의 프리미엄을 나타냈다. 양측은 합의에 도달하기 전에 4년 동안 협상했다.
거래가 최종 확정되기 전, 스미스필드 주주들과 미국 외국인 투자 심의 위원회의 승인을 받아야 했다. 이 거래는 2013년 9월 24일 스미스필드 주주들에 의해 최종 승인되었으며, 합병은 이틀 후에 완료될 예정이었다.
스미스필드 CEO 래리 포프는 이 거래가 "더 많은 기회와 새로운 시장, 새로운 개척지를 가진 기존의 스미스필드를 유지할 것"이라고 밝혔다. 그는 중국 돼지고기가 미국으로 수입되지 않을 것이며, 오히려 솽후이가 미국 돼지고기를 수출하기를 원한다고 밝혔다. 최근 식품 스캔들로 인해 중국에서는 외국 식품 제품에 대한 수요가 증가하고 있다. 스미스필드의 기존 경영진은 그대로 유지될 것이며 인력에 큰 변화는 없을 것이라고 밝혔다. 애널리스트 데릭 시저스는 솽후이와 같은 회사들은 "미국 시장에서 문제를 일으키려 하지 않는다... 그들은 미국이 할 수 있는 일로부터 이득을 얻고자 한다"고 말했다. 중국은 2008년 이후로 돼지고기 순수입국이었다.
이 거래는 중국 기업이 미국 기업을 인수한 것 중 역대 최대 규모였으며, 중국의 직접 투자와 관련된 미국 일자리를 대략 두 배로 늘렸다. 스미스필드는 거래 완료와 함께 상장 폐지되었다.
2013년 7월, 솽후이는 인수 완료 후 홍콩 증권거래소에 스미스필드를 상장할 계획을 발표했다. IPO를 통해 회사의 가치는 약 40억 달러로 평가될 것으로 예상되었다. 그러나 IPO 계획은 2014년에 결국 철회되었다.
2014년 1월, 솽후이 인터내셔널은 사명을 WH 그룹으로 변경했지만, 자회사 중 하나인 허난 솽후이 투자개발회사는 솽후이 브랜드를 유지했다. 새 이름은 "완저우 홀딩스"의 약자에서 유래했으며, 중국어 "완"과 "저우"는 각각 영원과 대륙을 의미한다.
2015년 6월, 스미스필드는 스페인 육류 가공업체 캄포프리오 푸드 그룹의 지분 37%를 멕시코 알파 그룹에 3억 5,400만 달러에 매각했다. 래리 포프 CEO가 밝힌 거래 이유는 스미스필드의 대차대조표를 개선하고 장기 목표에 부합하는 전략적 인수를 위한 현금 보유액을 확보하기 위함이었다.
2016년, WH 그룹의 이익은 17% 이상 증가했다. 이러한 수익성 증가는 주로 스미스필드 푸즈의 성장에 힘입은 것이다.
2016년, 스미스필드 푸즈는 호멜 (기업)으로부터 캘리포니아 기반의 클로퍼티 패킹을 1억 4,500만 달러에 인수했다. 파머 존과 사그 스페셜티 미츠와 같은 수많은 브랜드가 이번 인수에 포함되었다. 클로퍼티는 다양한 돼지고기 제품과 미국 남서부에 넓은 판매망을 가지고 있었다. 스미스필드는 또한 스노플레이크 (애리조나주), 캘리포니아, 와이오밍에 있는 돼지 농장을 연간 75,000달러의 토지세와 함께 인수했다.
2017년, 스미스필드 푸즈는 피니 폴로니아의 나머지 지분 66.5%를 인수했다. 인수가 완료된 후, 이 회사는 스미스필드 푸즈의 전액 출자 자회사가 되었다. 피니 폴로니아는 폴란드에 도축장을 가지고 있다. 이 회사는 또한 이탈리아와 헝가리에도 시설을 가지고 있다. 이 거래에는 피니 폴스카, 햄버거 피니, 로얄 치킨 인수가 포함되었다. 지불된 가격은 공개되지 않았다.
2020년 3월 말, WH 그룹은 COVID-19 확산이 미국과 중국에서의 운영 및 판매에 매우 제한적인 영향을 미쳤다고 발표했다. 이 회사는 운영의 95%가 정상으로 돌아왔다고 밝혔다.

## 같이 보기
- 2019-20년 코로나바이러스감염증-19가 미국 육류 산업에 미친 영향